# Žlogar
Žlogar je priimek več znanih Slovencev:
- Anton Žlogar (*1977), nogometaš
- Anton Žlogar (1850—1931), rimskokatoliški duhovnik in publicist